# 익산 토성

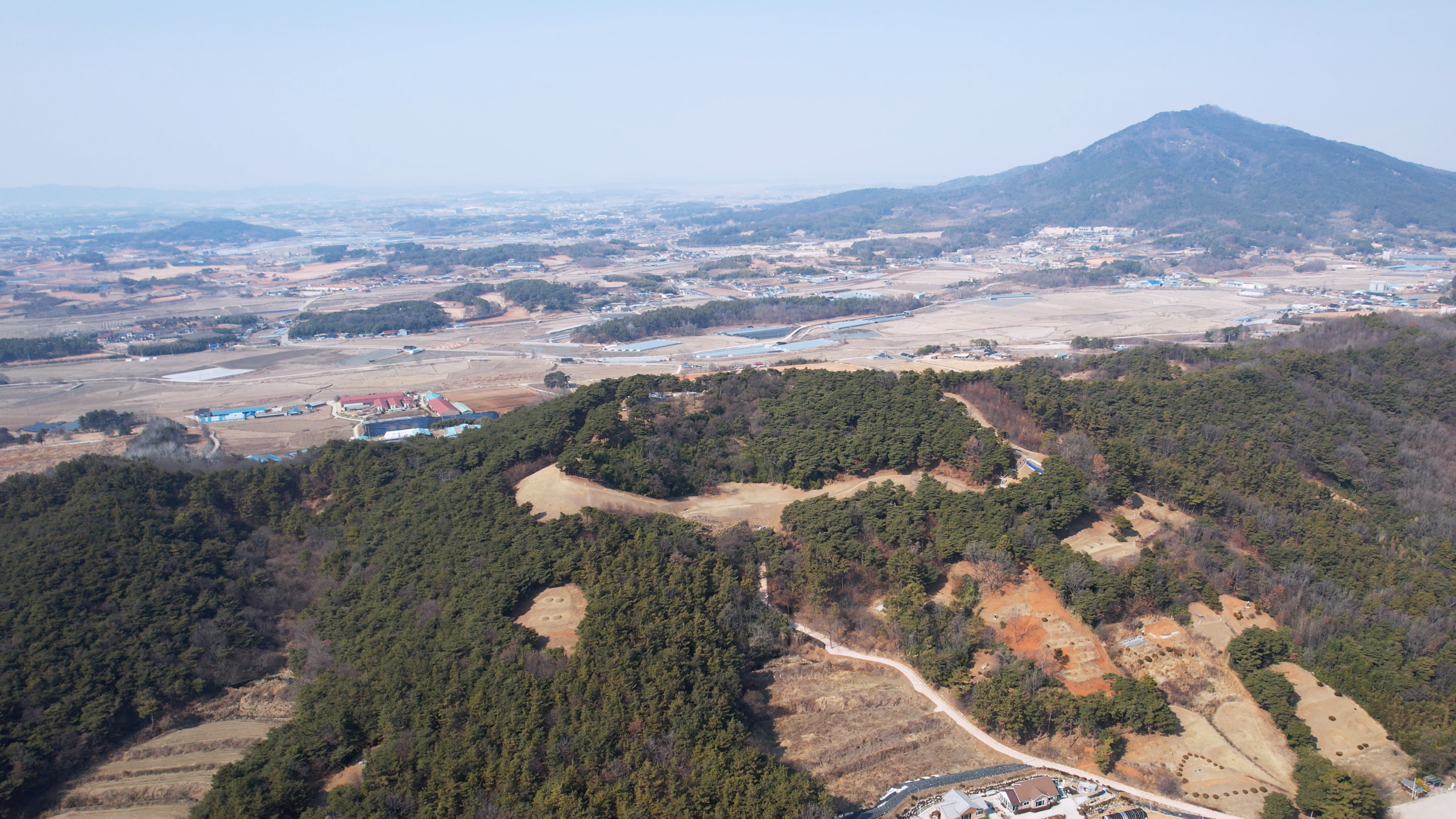
익산토성. 멀리미륵산과 미륵사지가 보입니다.

익산 토성(益山 土城)은 대한민국 전북특별자치도 익산시 금마면, 오금산 정상에서 남쪽으로 작은 계곡을 둘러싸고 있는 산성으로 흙과 돌을 사용하여 쌓았으며, 오금산성(五金山城) 또는 보덕성(報德城)이라고도 한다. 1963년 1월 21일 대한민국의 사적 제92호로 지정되었다.
표고 125m의 둘레 690m로 보장왕의 아들 보덕왕이 고구려 부흥운동을 전개하던 보덕국의 치소로 추정되고 있다. 신증동국여지승람에서 보덕성으로 등장하고 있다.

## 개요
오금산 정상에서 남쪽으로 작은 계곡을 둘러싸고 있는 산성으로 흙과 돌을 사용하여 쌓았으며, 오금산성(五金山城) 또는 보덕성(報德城)이라고도 한다.
성을 쌓은 시기는 이곳에서 발견되는 유물들을 볼 때 6세기 후반에서 7세기 전반으로 추정하고 있다. 현재는 남문이 있던 자리와 성문 밑으로 개울물이 흐르도록 했던 수구자리, 그리고 건물이 있었던 자리가 남아있다.
전해지는 자료에 의하면, 보덕성이라는 이름은 보덕국(報德國)의 보덕왕이 670년 익산에 자리잡은 뒤 684년까지 세운 보덕국의 소재지였기 때문에 붙여졌다고 한다.
삼국사기 열전 김영윤 조에 따르면 "신라 신문왕 때에 고구려의 남은 적(賊)인 실복(悉伏)이 보덕성(報德城)에서 반란을 일으켰다. 왕이 그를 토벌할 것을 명하고 김영윤을 황금서당 보기감으로 삼았다." 라고 하였다.
1980년 대에 2차례의 발굴조사를 통해 발견된 유물들은 거의 대부분이 흙으로 만든 그릇 조각과 기와 조각으로서 백제와 통일신라, 고려시대의 것들로 구분되나, 백제 말의 기와류와 토기류가 주종을 이루고 있다. 발견된 유물들을 볼 때 이 성은 백제가 크게 성장하던 시기에 만들어져 오랫동안 사용하였던 것으로 여겨진다. 또한 성의 부근에서 청동으로 만든 유물들이 발견되고 있어 성의 중요성을 더해주고 있다.

## 같이 보기
- 오금산

## 참고 자료
- 익산 토성 - 국가유산청 국가유산포털